# El lugar
El Lugar es una novela del escritor uruguayo Mario Levrero, publicada en 1982.

## Reseña
«El Lugar» un hombre se despierta en una habitación desconocida. Se halla acostado sobre el suelo, a oscuras, vestido con ropa de calle. De pronto, descubre alarmado que ignora cómo llegó hasta ese sitio. Pese a tratar de recordar, no puede. Su mente comienza a barajar una serie de hipótesis sin encontrar ninguna que se ajuste a la lógica de su situación. Entonces decide investigar. Tras examinar el sitio en donde está, sale de él y entra en otra habitación similar a la primera. La novela recuerda, en ciertos aspectos de su argumento, a la película de ciencia ficción El cubo, pero haciendo la salvedad de que, en este caso, Levrero publicó la presente obra en el año 1982, siendo el film citado producido en el año de 1997; aunque existe un teleplay del aclamado Jim Henson de 1969 que tiene una temática bastante similar.

## Estilo
Es, en términos generales, una novela de ciencia ficción, aunque presenta atributos oníricos, cierta percepción disolvente que trabaja con la lógica reversible del sueño. Según Julio Ortega, aquí Levrero nos describe un mundo en estado natural de fábula, sólo que no se trata de uno maravilloso sino de uno a punto del absurdo.